# RG Veda
RG Veda (聖伝-RG VEDA- Seiden: Rigu Vēda?) är en mangaserie skapad av Clamp, och publicerades ursprungligen i Japan 1989 som Clamps första manga. Handlingen hämtar inslag från den vediska mytologin. Namnet uttalas Rigveda, vilken är en av Vedatexterna. Serien blev även en två avsnitt lång OVA som släpptes under 1991 och 1992.

### Fotnoter
1. ↑  ”Manga: RG Veda” (på engelska). TV Tropes. http://tvtropes.org/pmwiki/pmwiki.php/Manga/RGVeda. Läst 30 april 2015.